# Moravske Toplice
Moravske Toplice là một khu tự quản của Slovenia. Moravske Toplice có diện tích km2, dân số là người (năm). Đây là một thị trấn nghỉ dưỡng. Đây là một trung tâm quan trọng của Lutheranism. Đa số dân theo Công giáo.

## Nhân khẩu
Dân số theo ngôn ngữ sử dụng, điều tra năm 2002
Slovene      5,617 (91.32%)
Hungary    324 (5.26%)
Tiếng khác và không rõ        210 (3.42%)
Tổng